# Czesław Panek
Czesław Panek (ur. 13 czerwca 1954 w Bydgoszczy, zm. 16 sierpnia 2016 w Düsseldorfie) – polski hokeista i trener hokejowy.
Jego syn Sascha (ur. 1985 w Niemczech Zachodnich) także został hokeistą.

## Kariera zawodnicza
- Polonia Bydgoszcz (1969–1974)
- Stoczniowiec Gdańsk (1974–1977)
- Polonia Bydgoszcz (1977–1978)
- Budowlani Bydgoszcz (1978-1981)
- Düsseldorfer EG (1982–1983)
- Berlin Preussen (1983–1990)

Grę w hokeja zaczynał w bydgoskiej Polonii, grając jako obrońca w parze z Marianem Feterem. W latach 1974–1977 był zawodnikiem Stoczniowca Gdańsk, a następnie, w latach 1977-1981 Budowlanych Bydgoszcz (klub ten przejął sekcję hokejową Polonii). Brał udział w mistrzostwach świata w hokeju na lodzie w 1981 roku, po których wyjechał do RFN, gdzie zamieszkał. Tam kontynuował karierę zawodniczą, grając w zespołach Düsseldorfer EG (1982-1983) oraz Berlin Preussen (1983-1990).

## Kariera trenerska
Po zakończeniu kariery zawodniczej rozpoczął pracę jako trener, głównie w zespołach niższych lig niemieckich. Trenował m.in. drużyny: Berlin Preussen (1990-1991, asystent), Düsseldorfer EG (1998-2000, trener główny), Füchse Duisburg (2009-2010, trener główny), Ratinger Ice Aliens ’97 (2010-2011, trener główny), Kassel Huskies (2012-2014, asystent trenera) oraz FASS Berlin (2015-2016). Ponadto w sezonach 1997/98 i 2000/01 prowadził włoskie HC Bolzano, z którym to klubem w 1998 roku zdobył mistrzostwo Włoch.